# 橋本禎之
橋本 禎之（はしもと ただゆき、1979年11月14日 - ）は、日本の俳優。埼玉県出身。ヴァンセット・プロモーション所属。身長178cm。B:97、W:74、H:92、S27.5cm。

## 人物
特技はハンドボール、スキー、ドラゴンボート、ピアノ。
2018年7月1日に声優の氷上恭子と結婚した。

## 出演

### 映画
- 海賊とよばれた男(東宝系) 2016年12月公開
- BRAVE HEARTS 海猿(東宝系)山根直人(主演チーム バディ)役
- 踊る大捜査線
- ハゲタカ
- ワイルド7

### テレビドラマ
- レガッタ〜君といた永遠〜（2006年、テレビ朝日）
- ダブルフェイス（2012年、TBS・WOWOW）
- 水曜ミステリー9「トラベルライター青木亜木子 〜湯煙の中の殺意〜」（2013年、テレビ東京） - 辻本晃一
- 金曜プレステージ「西村京太郎サスペンス 十津川刑事の肖像7」（2013年、フジテレビ） - 崎田守
- 花咲舞が黙ってない 第2話（2014年、日本テレビ） - 宗方英司
- 正義のセ（2018年） ‐ 小宮山章太郎
- パンドラの果実科学犯罪捜査ファイル Season1 第10話（2022年6月25日、日本テレビ） - 海上保安官 役

### CM
- 損保ジャパン 〜 放映中
- マツモトキヨシ
- 東京ディズニーリゾート
- オムロン
- 大正製薬 大正漢方胃腸薬
- 東京メトロ
- KDDI（2007年）

### 吹き替え
- チャームド 〜魔女3姉妹〜（2011年、AXN）
- HAWAII FIVE-0（2011年、AXN） - スペンサー